# جيان فيفيز
جيان فيفيز (ولد في 30 نوفمبر عام 1910 - توفي 18 مارس 1997) هو لاعب كرة قدم بلجيكي، يلعب كمهاجم. سبق له أن لعب في كأس العالم لكرة القدم مع منتخب بلاده. ولد في إقليم بروكسل العاصمة.

## السيرة الذاتية
بدأ حياته المهنية في ليوبولد كلوب دي بروكسل قبل أن ينضم إلى ريسنغ وايت ديرنغ مولنبيك في عام 1936. يلعب كمهاجم ولعب تسع مرات، وسجل أربعة أهداف مع منتخب بلجيكا. من 1946-1947 لعب مع نادي مونز.

## المنتخبات الوطنية
- منتخب بلجيكا لكرة القدم من عام 1936 إلى عام 1939 (9 كؤوس و4 أهداف)
- أول مباراة دولية: 3 مايو 1936، بلجيكا-هولندا 1-1 (ودية)
- استدعي لتشكيلة المنتخب في مسابقة كأس العالم ولم يلعب

## روابط خارجية
- جيان فيفيز على موقع الاتحاد البلجيكي (الإنجليزية)
- جيان فيفيز على موقع قاعدة بيانات كرة القدم.إي يو (الإنجليزية)
- جيان فيفيز على موقع ناشيونال فوتبول تيمز (الإنجليزية)
- جيان فيفيز على موقع Soccerway.com (الإنجليزية)
- جيان فيفيز على موقع عالم كرة القدم.نت (الإنجليزية)